# 2024년 다마스쿠스 주재 이란 영사관 공습
2024년 다마스쿠스 이란 영사관 공습은 2024년 4월 1일 시리아 다마스쿠스에 있는 이란 대사관 근처 이란 영사관 별관 건물을 겨낭한 이스라엘의 공습으로, 이 공습으로 이슬람 혁명 수비대 소속 쿠드스군 준장 모하메드 레자 자헤디를 포함해 혁명수비대원 5명과 이란 군사 고문 1명, 민간인 2명 등 총 16명이 숨졌다.

## 배경
2011년 시리아 내전이 발발한 이후 중동에서는 수많은 공습이 이뤄졌다. 2023년 이스라엘-하마스 전쟁이 시작되면서 현재 이란-이스라엘 대리 분쟁으로 인해 이란과 이스라엘 간의 긴장이 고조되었다. 시리아에는 이란군과 헤즈볼라, 이라크와 아프가니스탄의 외국 민병대를 포함한 이란의 동맹 세력이 대규모로 주둔하고 있다.
2023년 2월 19일, 이스라엘 공군이 수행한 것으로 의심되는 공습이 주거용 건물을 포함하여 다마스쿠스주의 여러 건물을 표적으로 삼았다. 사망자는 5명, 부상자는 15명으로 집계됐고, 부상자 중 일부는 위중한 상태인 것으로 보도되었다. 2023년 2월에는 2008년 헤즈볼라의 고위 사령관 이마드 무그니예가 암살된 장소와 같은 지역에서 공습이 이루어졌다.
2023년 10월 12일부터 22일까지 이스라엘은 시리아 공항, 특히 다마스쿠스와 알레포에 대해 최소 3차례 이상의 공격을 감행했으며, 이로 인해 다마스쿠스 국제공항에 근무하던 시리아 기상청 직원 2명이 사망했다.
2024년 1월 20일, 시리아 IRGC 쿠드스군의 정보 장교 사데크 오미자데 준장 준장과 다른 이슬람 혁명 수비대 장교 4명이 다마스쿠스에서 이스라엘의 공습으로 사망한 것으로 보도되었다.

## 공습
2024년 4월 1일, 다마스쿠스 주재 이란 대사관 옆에 있는 이란 영사관 별관 건물이 이스라엘의 공습으로 인해 파괴되었다. 호세인 악바리 이란 대사는 영사관 건물이 이스라엘 F-35 전투기의 미사일 6발의 표적이 됐다고 주장했다. 공습으로 인해 이슬람 혁명 수비대 장교 6명, 이란이 지원하는 민병대원 5명, 이란인 고문 1명, 민간인 2명 등 총 16명이 사망했다.

### 목표
공격의 주요 목표로 의심되는 사람은 이슬람 혁명 수비대 쿠드스군의 사령관인 모하메드 레자 자헤디 준장이다. 자헤디 외에도 자헤디의 부관과 5명의 혁명수비대 간부가 사망했다. 자헤디는 2020년 바그다드 국제공항 공습으로 사망한 가셈 솔레이마니 이후 살해당한 가장 높은 계급의 이슬람 혁명 수비대 장교가 되었다.
뉴욕 타임스는 이슬람 혁명 수비대 내부 익명 소식통을 인용해 공습이 이란 정보 당국와 팔레스타인 이슬람 지하드의 지도자 등 팔레스타인 민병대 관계자들 간의 가자 지구 전쟁 관련 회의를 겨냥했다고 보도했다.

## 여파
이란 정권은 테헤란 주재 스위스 대사관을 통해 미국에 특별 서한을 보냈다. 쿠드스군 지역 사령부는 전례 없는 보복을 약속했다.

## 반응

비판

- 이란: 이란의 라흐바르 알리 하메네이는 강력한 응징을 다짐했다. 하메네이의 정치 고문인 알리 샴하니는 미국이 공습에 대해서 인지하고 있었든 아니든 간에 직접적인 책임이 있다고 말했다.[17]
- 이스라엘: 다니엘 하가리 이스라엘 방위군 대변인은 기자들에게 "우리가 가진 정보에 따르면 이 건물은 영사관이나 대사관이 아니다. 공격 대상은 다마스쿠스에 민간 건물로 위장한 쿠드스 군의 군사 건물" 라고 말했다.[18] 이스라엘 국방부장관인 요아브 갈란트는 "이스라엘은 중동 전역에서 이스라엘에 대항하는 모든 이들에게 이스라엘에 대항하는 행동의 대가가 혹독할 것임을 알리기 위해 노력하고 있다"라고 말했다[19] 이스라엘은 이란이 이스라엘에 대해 보복 공격을 시행할 시 이에 대한 이스라엘의 강력한 대응을 유도하여 현재 분쟁을 더 높은 강도로 확전 시킬 수 있다고 미국에 전했다.[20][21]
- 시리아: 파이살 메크다드 시리아 외무장관은 "우리는 다마스쿠스 주재 이란 영사관을 표적으로 삼아 수많은 무고한 사람들을 죽인 잔혹한 테러 공격을 강력히 규탄한다"고 말했다.[22]

### 국제
- 중국: 중국 외교부 왕웬빈 대변인은 외교시설의 안전은 침해받을 수 없으며, 시리아의 주권과 독립성, 영토 보전은 존중받아야 한다고 말했다.[23]
- 쿠웨이트: 외교부는 공격을 국제법 위반이라고 규탄했다.[24]
- 레바논: 레바논 외교부는 이번 공격이 '국제법 위반이자 외교 및 영사 관계에 관한 비엔나 협정을 심각하게 위반한 것'이라며 비판했다.[25]
- 오만: 오만 외교부는 이번 공격이 시리아 주권, 국제법, 외교 및 영사 면책 조항을 위반한 행위라고 규탄했다.[26]
- 파키스탄: 시리아는 "이번 공격은 시리아의 주권에 대한 용납 할 수 없는 침해이며 안정과 안보를 훼손하는 것"이라며 공격을 비판했다.[27]
- 카타르: 카타르 외무부는 이번 공격을 규탄하는 성명을 내고 유가족들에게 애도를 표했다.[28]
- 러시아: 러시아 외무부는 성명을 통해 이번 공격을 용납할 수 행위라고 밝혔다 .[29][30]
- 사우디 아라비아: 사우디 외교부는 "사우디는 어떤 명분이나 구실로든 외교 시설을 표적으로 삼는 것을 단호히 거부한다"고 밝혔다.[31]
- 아랍에미리트: 이란 영사관을 겨냥한 공습을 규탄했다..[32]
- 미국: 이스라엘의 공격을 사전에 인지하거나 관여한 사실이 없다고 밝혔다.[33]

### 국제기구
- 아랍연맹: 아랍연맹은 공격을 규탄하며 시리아의 주권을 침해한 행위라고 비판했다.[34]
- 유럽연합: 전쟁의 확대에 대해서 우려를 표명하고 양쪽의 추가적인 공격에 대해 자제를 촉구했다.[35]
- 걸프 협력 회의: 자셈 모하메드 알-부다위 사무총장은 공격을 규탄했다.[36]
- 이슬랍 협력 기구: 후세인 이브라힘 타하 사무총장은 공습을 강력히 규탄했으며, 이란 정부와 국민들에 대한 연대를 표명했다.[37]
- 국제연합: 스테판 두자릭 유엔 사무총장 대변인은 모든 국가에 대한 외부 세력은 주권 침해이며, 우리는 이러한 공격을 규탄해 왔으며 앞으로도 계속 규탄할 것라고 밝혔다.[38]

## 같이 보기
- 이스라엘-헤즈볼라 분쟁 (2023년~현재)